# Park Tae-joon
Park Tae-joon est un homme d'État et industriel sud-coréen. Il est le fondateur du groupe POSCO, et Premier ministre de janvier à mai 2000.

## Biographie

### Jeunesse et études
Park Tae-joon naît le 29 septembre 1927 à Pusan. À l'âge de six ans, il déménage au Japon où travaille son père. Il est admis à l'Université Waseda, mais décide de retourner en Corée du Sud avant d'obtenir son diplôme. Il étudie en Corée à l'Académie militaire de Corée, dont il obtient le diplôme en 1948.

### Carrière politique
Durant la Guerre de Corée, il reçoit des récompenses prestigieuses pour son courage. Il ne participe pas au Coup d'État du 16 mai.
Après le coup d’État, il intègre le Conseil suprême de la reconstruction commerciale et industrielle de la nation, et est impliqué dans le premier plan quinquennal de reconstruction de la Corée. 
En 1980, Park se lance en politique car il entrevoit la possibilité d'être nommé au Conseil de la Législation de la Préservation Nationale. Il est élu 11e membre de l'Assemblée nationale, et devient président de la commission des finances. Il est par la suite secrétaire générale du Parti Libéral Démocrate. 